# Lasiorhinus latifrons
El wómbat de hocico peludo sureño (Lasiorhinus latifrons) es una especie de marsupial diprotodonto de la familia Vombatidae que se encuentra en la Llanura de Nullarbor (Australia Meridional y sur de Australia Occidental), y en Nueva Gales del Sur. Es el animal estatal de Australia Meridional.

## Descripción
Mide entre 78 y 105 cm de longitud, con una cola de 5 cm. Pesa entre 15 y 35 kg. Los machos son más grandes. Su cabeza es relativamente grande y sus patas cortas y robustas; son plantígrados y tienen cinco dedos en cada pata delantera con garras en cada uno de ellos, que utilizan para cavar. En las patas traseras, el segundo y tercer dedo están fusionados como un dedo con dos garras.
El pelo es corto y suave de color gris o pardo jaspeado de negro, en el pecho es blancuzco; tienen pelo sobre la nariz y el hocico y notorias vibrisas. El hueso nasal es más largo que el frontal. Los dientes carecen de raíz y crecen continuamente y los incisivos son cortos, fuertes y cortantes. La hembra presenta marsupio. 

## Hábitat
Habita en bosques secos (mallees) y sabanas áridas o semiáridas y se alimenta de hierbas y raíces. Sus hábitos son nocturnos y solitarios. Durante el día se refugia en madrigueras que ha excavado.

## Reproducción
Alcanzan la madurez sexual a los tres años. La reproducción depende de la germinación de hierbas, por lo que se ve afectada por la cantidad de lluvia del invierno. Si la sequía es extrema, las hierbas nativas no crecen, y los uómbats no crían. Cuando las hierbas comienzan a germinar, las hembras están listas para la reproducción. Los machos se tornan agresivos y se muerden entre sí. La hembra emite un llamado cuando es perseguida por los machos. El acoplamiento ocurre en las madrigueras, en las que sólo en la época de celo se ven grupos.
Una cría nace a los veintiún días de gestación y se traslada al marsupio donde permanece unos ocho meses tras los cuales sale aunque continúa la lactancia hasta que cumplen quince meses de edad.